# برنار فيرلاك
برنار فيرلاك (بالفرنسية: Bernard Verlhac)‏ ، من مواليد 1957م، وقتل بتاريخ 7 يناير 2015 ، ويعرف بتغنوس (
نطق فرنسي: [tiɲus]
) هو رسام كارتون فرنسي. قتل في حادثة صحيفة شارلي إبدو.

## أعماله
- 1991 : On s'énerve pour un rien
- 1999 : Tas de riches
- 2006 : Le Sport dans le sang
- 2008 : C'est la faute à la société
- 2008 : Le Procès Colonna
- 2010 : Pandas dans la brume[2]
- 2010 : Le Fric c'est capital
- 2011 : 5 ans sous Sarkozy[2]

## روابط خارجية
- برنار فيرلاك على موقع IMDb (الإنجليزية)
- برنار فيرلاك على موقع ديسكوغز (الإنجليزية)
- برنار فيرلاك على موقع قاعدة بيانات الفيلم (الإنجليزية)